# Haixi
Haixi (chiń. 海西蒙古族藏族自治州, pinyin: Hǎixī Měnggǔzú Zàngzú Zìzhìzhōu; tyb. མཚོ་ནུབ་སོག་རིགས་ཆ་བོད་རིགས་རང་སྐྱོང་ཁུལ་, Wylie Mtsho-nub Sog-rigs dang Bod-rigs rang-skyong-khul, ZWPY Conub Sogrig Poirig Ranggyong Kü) – prefektura autonomiczna mongolskiej i tybetańskiej mniejszości etnicznej w Chinach, w prowincji Qinghai. Siedzibą prefektury jest Delingha. W 1999 roku liczyła 322 609 mieszkańców.

## Podział administracyjny
Prefektura autonomiczna Haixi podzielona jest na:
- 2 miasta: Golmud, Delingha,
- 3 powiaty: Ulan, Dulan, Tianjun,
- 3 komitety administracyjne: Lenghu, Da Qaidam, Mangnai.